# Lac Tissongo

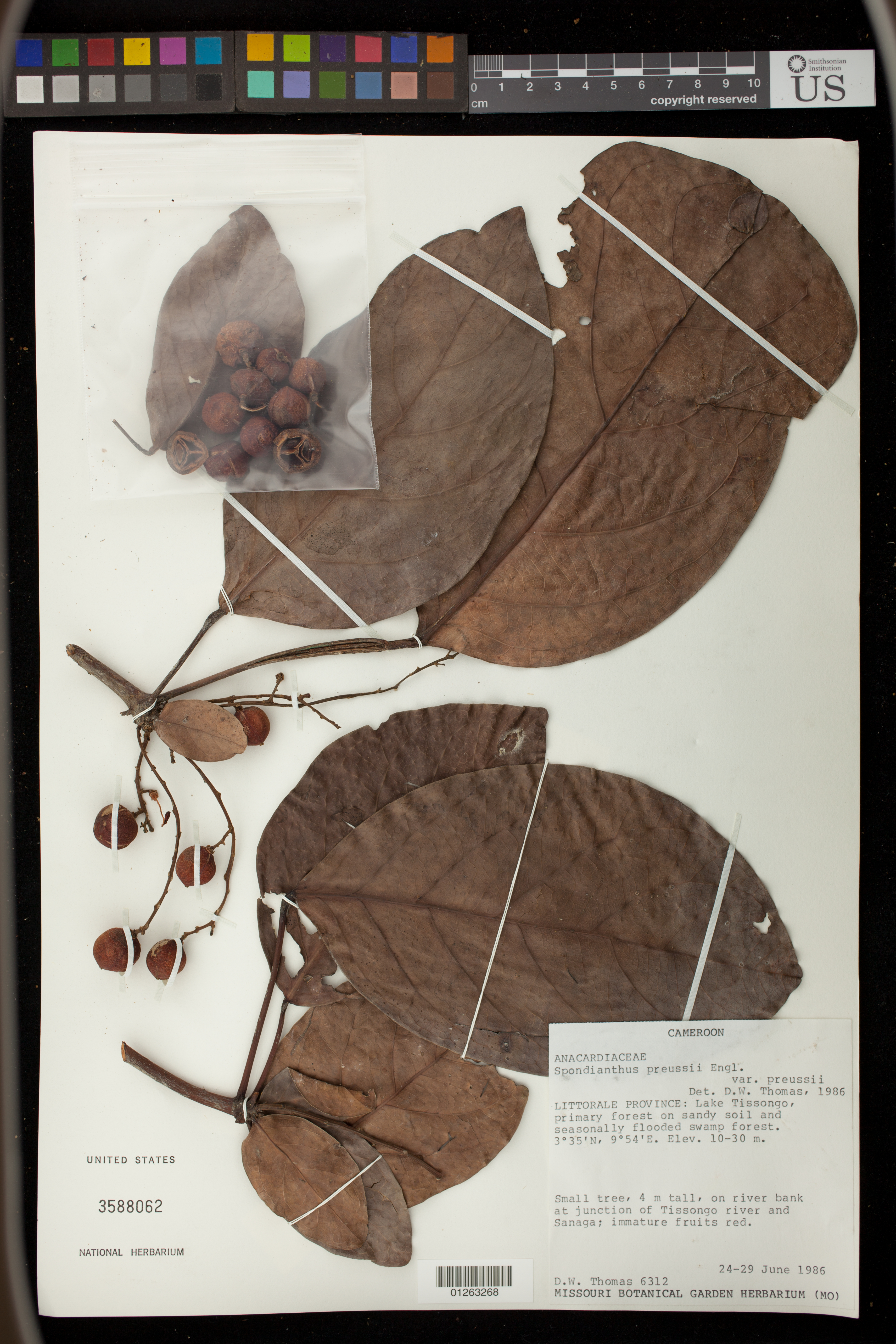
Spécimen de Spondianthus preussii récolté au bord du lac.

Le lac Tissongo est un lac du Littoral du Cameroun. Il est situé dans la réserve de faune de Douala-Edéa, dans la région du Littoral, et est relié à la rive sud de la rivière Sanaga par 5 km de marée. Le lac se déverse dans la rivière à environ 40 kilomètres en aval d'Edéa. La région est biologiquement riche. Les habitants des cinq villages de la réserve vivent de la chasse de viande de brousse, et une enquête de 1990 a indiqué la présence de quelque 50 armes à feu dans la région autour du lac Tissongo.